# 綾錦由之丞
綾錦 由之丞（あやにしき よしのじょう、1892年5月25日 - 1963年2月21日）は、青森県南津軽郡尾上町（現在の平川市）出身で追手風部屋所属の元大相撲力士。本名は斎藤 由之丞（さいとう よしのじょう）。身長173cm、体重90kg。最高位は張出前頭筆頭格。得意手は右四つ、吊り、投げ。

## 来歴
1913年1月に追手風部屋に入門して、同年1月場所に前相撲で初土俵を踏んだ。1916年1月場所には部屋付き親方であった湊川親方（関脇・綾浪源逸）の独立に伴い湊川部屋に移籍した。1919年1月場所に新十両、1922年1月場所で新入幕を果たした。右四つからの吊りや投げを得意とした相撲巧者だったが、取り口は地味だった。
幕内下位にいることが多く特に目立つ活躍もなかったが、1927年1月場所2日目に横綱・西ノ海を下手投げに破り、金星を挙げた。1927年10月場所に親方が亡くなり、後継者がすぐに決まらなかったためとりあえず元の追手風部屋に戻った。その後は十両に陥落して、1929年3月場所限りで引退。先代湊川親方の寡婦と結婚して年寄・湊川を襲名し、湊川部屋を継ぎ、幕内・金湊仁三郎などの力士を育てた。
二所ノ関部屋を率いた玉錦が若い頃に酒で暴れて立場を悪くした時、師匠の綾浪は親身になって玉錦を庇って救った。この時のことを恩に感じた玉錦は、綾錦の代になって財政的に苦しかった湊川部屋を助け、綾錦の弟子を二所ノ関部屋の力士同様に扱った。こうした経緯から、戦後の1948年5月場所限りで湊川部屋を閉鎖して二所ノ関部屋に身を寄せ、1951年5月には年寄を廃業した。

## 主な成績
- 通算成績：108勝134敗21休7預  勝率.446
- 幕内成績：56勝102敗10休4預  勝率.354
- 現役在位：38場所
- 幕内在位：16場所
- 金星：1個（西ノ海1個）

### 場所別成績
| 1913年 （大正2年） | （前相撲）             | x                      | （前相撲）             | x                 |
| 1914年 （大正3年） | （前相撲）             | x                      | 西序ノ口32枚目 3–1 1預 | x                 |
| 1915年 （大正4年） | 西序二段75枚目 4–1     | x                      | 東序二段33枚目 4–1     | x                 |
| 1916年 （大正5年） | 東三段目66枚目 3–1 1預 | x                      | 西三段目27枚目 4–1     | x                 |
| 1917年 （大正6年） | 東幕下60枚目 3–1 1預   | x                      | 西幕下21枚目 3–2       | x                 |
| 1918年 （大正7年） | 西幕下14枚目 3–2       | x                      | 東幕下5枚目 3–2        | x                 |
| 1919年 （大正8年） | 東十両13枚目 3–2       | x                      | 東十両6枚目 3–2        | x                 |
| 1920年 （大正9年） | 東十両6枚目 2–3        | x                      | 東十両14枚目 3–0       | x                 |
| 1921年 （大正10年） | 西十両4枚目 3–3        | x                      | 東十両7枚目 5–2        | x                 |
| 1922年 （大正11年） | 東前頭13枚目 4–5 1預   | x                      | 西前頭8枚目 5–5        | x                 |
| 1923年 （大正12年） | 東前頭8枚目 3–7        | x                      | 西前頭12枚目 3–7 1預   | x                 |
| 1924年 （大正13年） | 西張出前頭 6–4         | x                      | 東前頭7枚目 4–7        | x                 |
| 1925年 （大正14年） | 東前頭8枚目 1–9 1預    | x                      | 西前頭17枚目 5–3–2 1預 | x                 |
| 1926年 （大正15年） | 西前頭9枚目 5–6        | x                      | 東前頭9枚目 6–5        | x                 |
| 1927年 （昭和2年） | 西張出前頭 4–7 ★       | 西張出前頭 0–4–7       | 西前頭5枚目 2–8–1      | 東前頭11枚目 1–10 |
| 1928年 （昭和3年） | 東前頭10枚目 1–10      | 西前頭11枚目 6–5       | 東十両筆頭 3–8         | 東十両筆頭 0–0–11 |
| 1929年 （昭和4年） | 東十両9枚目 0–0–11     | 東十両9枚目 引退 0–0–0 | x                      | x                 |
| 各欄の数字は、「勝ち-負け-休場」を示す。 優勝 引退 休場 十両 幕下 三賞：敢=敢闘賞、殊=殊勲賞、技=技能賞 その他：★=金星 番付階級：幕内 - 十両 - 幕下 - 三段目 - 序二段 - 序ノ口 幕内序列：横綱 - 大関 - 関脇 - 小結 - 前頭（「#数字」は各位内の序列） |                        |                        |                        |                   |

- 1927年5月の1休は相手力士の休場によるもの

## 改名歴
- 綾錦 由之丞（あやにしき よしのじょう）1913年1月場所 - 1917年5月場所
- 宮錦 由之丞（みやにしき - ）1918年1月場所
- 綾錦 由之丞（あやにしき - ）1918年5月場所 - 1929年3月場所

## 年寄変遷
- 湊川 吉紹（みなとがわ よしあき）1929年3月 - 1951年5月